# Orchowiec
Orchowiec – wieś w Polsce położona w województwie lubelskim, w powiecie krasnostawskim, w gminie Gorzków.
Za Królestwa Polskiego istniała gmina Orchowiec. W latach 1954–1961 wieś należała i była siedzibą władz gromady Orchowiec, po jej zniesieniu w gromadzie Gorzków. W latach 1975–1998 miejscowość administracyjnie należała do województwa zamojskiego.
Wieś stanowi sołectwo gminy Gorzków. Według Narodowego Spisu Powszechnego (III 2011 r.) wieś liczyła 404 mieszkańców.
Wieś jest siedzibą rzymskokatolickiej parafii Najświętszej Maryi Panny Matki Kościoła.